# Kees Kerdel

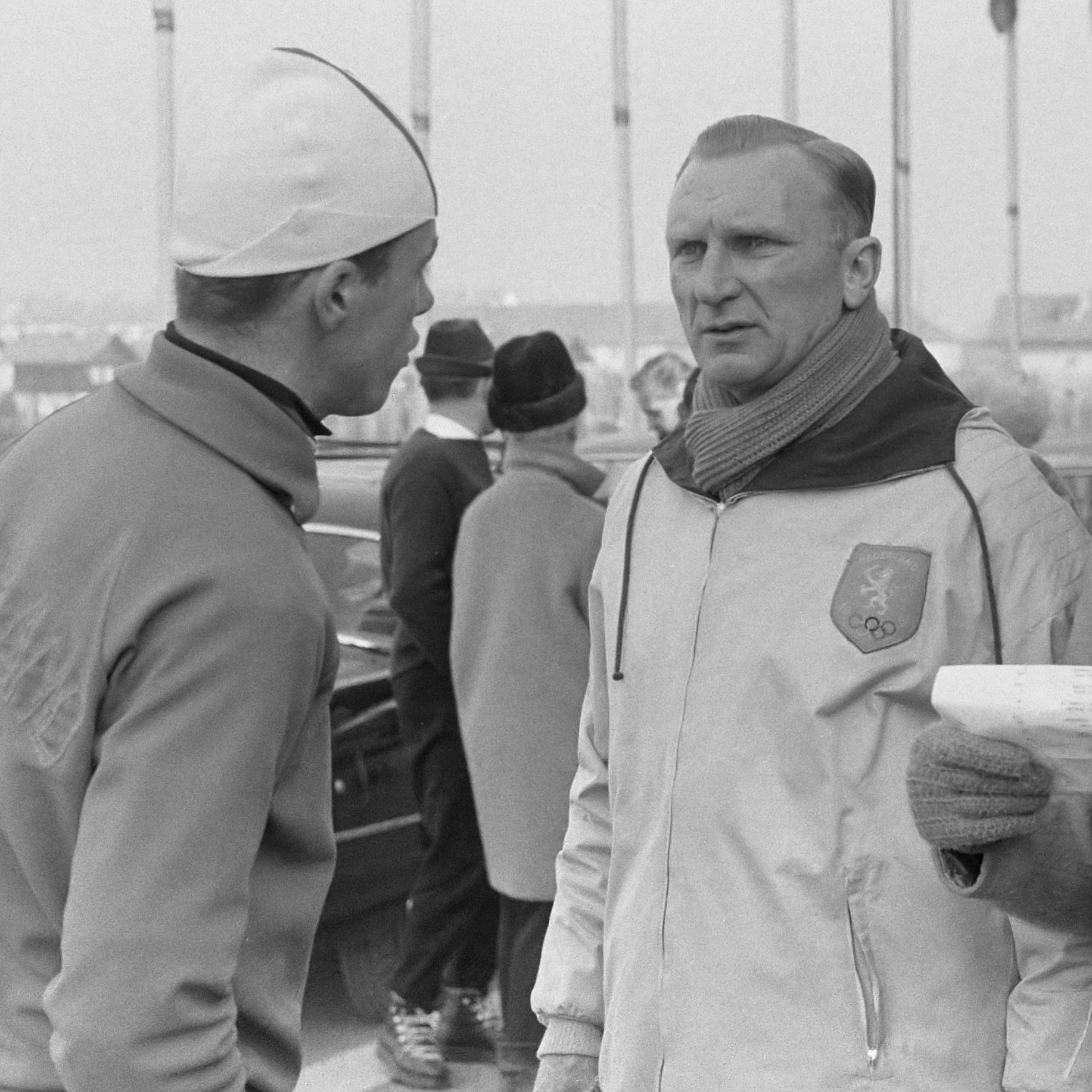
Kees Kerdel (1964)

Cornelis Lambert Kees Kerdel (Rotterdam, 19 maart 1915 - Den Haag, 8 november 1986) was een Nederlands skiër en sportbestuurder.
Kerdel nam in de jaren 30 deel aan internationale skiwedstrijden en werd in 1937 Nederlands kampioen. Bij de Olympische Zomerspelen 1936 begeleidde hij zwemster Rie Mastenbroek, die drie gouden medailles behaalde. Hij speelde ook hockey bij en was een tijdlang voorzitter van HHIJC. Kerdel was van 1953 tot 1955 voorzitter van de Nederlandse Ski Vereniging. In 1956, 1960 en 1964 was hij aangewezen als chef de mission van de Nederlandse ploeg voor de olympische spelen. In 1970 werd hij voorzitter van het Nederlands Olympisch Comité (NOC) en aansluitend vanaf 1977 tot aan zijn overlijden in 1986 lid van het IOC. Daarnaast was Kerdel kolenimporteur.